# Euidotea peronii
Euidotea peronii är en kräftdjursart som först beskrevs av Milne Edwards 1840.  Euidotea peronii ingår i släktet Euidotea och familjen tånglöss. Inga underarter finns listade i Catalogue of Life.